# 于学忠
于 学忠（う がくちゅう）は、中華民国・中華人民共和国の軍人・政治家。北京政府では直隷派の呉佩孚の腹心であった。後に奉天派の軍人となるが、張学良の易幟後は国民政府（国民革命軍）に転じた。河北省政府主席として、満州事変（九・一八事変）後の関東軍と折衝を繰り広げたことでも知られる。字は孝侯。祖籍は山東省登州府蓬莱県。

## 事績

### 呉佩孚の腹心
父の于文孚は宋慶率いる毅軍の幇統であった。于学忠も幼年時代から父に従って毅軍に加わり、1904年（光緒30年）、毅軍の随営学堂を卒業した。次いで1908年（光緒34年）に通州速成随営学堂歩兵科に入学し、1911年（宣統3年）に卒業している。
毅軍を率いる姜桂題のもと、熱河省に進出。民国元年の中華民国成立後、同地に土着した毅軍で于学忠は昇進を重ね、排長、連長、1914年、林西鎮守使の米振標の下で鎮守使署副官長となり、6月に中校に昇進。1917年、父の元部下で湖北省・襄陽の第18混成旅旅長を務める趙栄華より砲兵営長就任の誘いがあり、翌年8月に転属。安直戦争では呉光新の部隊の武装解除に携わった。
1921年7月、川軍の熊克武が宜昌に進攻し、第18混成旅は両湖巡閲使を務める直隷派有力者の呉佩孚の命で盧金山の湖北第3旅とともに援軍に向かった。于学忠は宜昌で奮戦し、その様子を艦上より観戦していた呉佩孚の激賞を受ける。同郷であったことから呉佩孚の信任を受け、翌1922年（民国11年）、趙栄華が攻命により更迭させられると、呉佩孚により後任の旅長に任命され、四川省で転戦する。1925年（民国14年）10月、武漢で呉佩孚が14省討賊聯軍総司令を称すると、于学忠は第26師師長に任命されている。1926年（民国15年）10月、国民革命軍により武昌を失陥させられた呉佩孚が河南省へ撤退すると、于学忠もこれに随従し、河南で第9軍軍長兼荊襄警備総司令に任ぜられた。1927年（民国16年）2月、南陽で抵抗を続けていた樊鍾秀を撃退。しかしその間にも2月8日、安国軍大元帥の張作霖は呉佩孚が武漢を奪還できないことにしびれを切らし、「援呉」を名目として河南省進出を宣言、韓麟春・張学良率いる第3・4方面軍、および張宗昌率いる直魯聯軍が迫りつつあった。呉佩孚は奉天派との徹底抗戦を主張する靳雲鶚に後を任せて下野した。その際、于学忠は呉佩孚直属の部隊の指揮権を任されたが、「張学良になら投降してもいいが、蔣介石には投降するな」と厳命された。その後、南陽にいたが、5月15日、各地で民衆の襲撃を受けて逃げ回っていた呉佩孚が身を寄せてきた。呉佩孚とともに四川に逃れる事にしたが、大部隊を連れていくことで地元との衝突を恐れ、少数の衛隊団だけを連れていくことを提案、呉佩孚もこれに同意し、ともに軍服を脱いで四川に渡った。

### 張学良を支えて
まもなく、于学忠は山東省に帰郷していたが、事情を知った張作霖・張学良父子に北平へ呼び寄せられた。面会後、奉天派に加入して馮玉祥より奪還した元部下らをあてがわれ、鎮威軍第4方面軍団第20軍軍長に任ぜられた。1928年（民国17年）6月、張作霖爆殺事件の後に于学忠は東北へ逃れ、東北保安司令長官公署軍事参議官兼臨綏駐軍司令として山海関を守る。同年末に張学良が易幟を行うと、于学忠はそのまま地位に留任しつつ国民革命軍に組み込まれた。
1930年（民国19年）の中原大戦では、臨綏駐軍司令として山海関、綏中一帯を防備し、9月18日に張学良が関内に進軍した際に于学忠は第1軍を率いて北京に進駐した。中原大戦で蔣介石が勝利すると、平津衛戍司令に任ぜられた。なお張学良の進軍前に、蔣介石は臨楡駐軍参謀長の蔣洞学・陳貫群を介して于学忠の買収を企図し、早期から中原大戦に参加させようとしたが、于学忠はこれを拒否し、張学良が正式に参戦を表明するまで決して動かなかった。更に蔣介石は、何成浚・陶敦礼・林樹藩などを介して、于学忠隷下の臨沂駐在第二十三旅旅長の馬廷福とその隷下の団長の孟百孚・安福魁らを買収し反逆させようともしたが、これもすぐに于学忠に発見され、全員逮捕された（馬廷福事件）。1931年（民国20年）7月、石友三が突然反蔣介石の兵変を起こすと、于学忠はその鎮圧に参加している。

### 満州事変後の活動
満州事変勃発後の1932年（民国21年）8月17日、于学忠は河北省政府主席に異動した。翌1933年（民国22年）3月に熱河省を失陥し、翌月に張学良が下野すると、残された東北軍のほとんどは于学忠の指揮下に入った。日本側は于学忠を篭絡しようと様々な工作を仕掛けたが、于学忠は一切拒否している。そのため、1935年（民国24年）6月の梅津・何応欽協定（何梅協定）の交渉における覚書第1条では、真っ先に于学忠の河北省政府主席からの罷免が掲げられることになった。
結局、于学忠は省政府主席を罷免され、11月に甘粛省政府主席に異動した。また、中国国民党第5回全国代表大会で中央執行委員に選出されている。1936年（民国25年）12月、于学忠は西安を訪れ、西安事変を起こそうとする張学良と会談することになる。このとき、于学忠は慎重論を最初は唱えたものの、最終的には決行に同意し、蘭州で張学良の行動を支援した。西安事変解決後、張学良が南京で拘留されることになると、張学良の指示により于学忠が東北軍の指揮に責任を負うことになる。張学良の逮捕の影響もあって、東北軍では不穏な動きが相次いだが、于学忠は楊虎城と協力して再度の兵変勃発という最悪の事態は防いだ。

### 日中戦争とその後

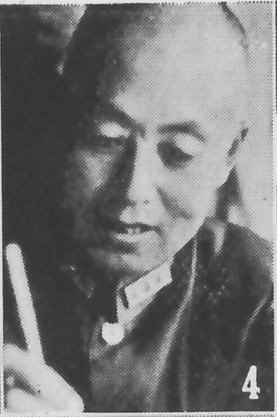
于学忠別影（『最新支那要人伝』1941年）

1937年（民国26年）4月、于学忠は第51軍を率いて江蘇省に向かい、江蘇省綏靖公署主任に任ぜられた。7月、山東省の海防を担当することになり、翌月、第3集団軍副総司令に任ぜられた。翌1938年（民国27年）1月には同集団軍総司令に昇進し（同年中に第5集団軍総司令となる）、台児荘戦役（台児荘の戦い）や武漢会戦を戦う。しかし戦闘を経ても、東北軍の于学忠は中央直系ではないとして、補給で差別を加えるなどされ、次第に于学忠の軍は消耗していった。それでも1939年（民国28年）には蘇魯戦区総司令となり、1942年（民国30年）には魯南遊撃総司令も兼任している。1944年（民国33年）3月、前線から退き、軍事参議院副院長に異動した。
国共内戦においては1947年（民国36年）5月に軍事戦略顧問委員会委員をつとめた他、行憲国民大会代表にも選出されている。内戦末期は台湾へ逃れることを拒み、四川省で隠居した。中華人民共和国建国後の1952年12月に、河北省人民政府委員に任命される。1954年8月には第1期全国人民代表大会代表に選出され、翌月、国防委員会委員に任ぜられた。1956年、中国国民党革命委員会（民革）第3期中央委員に選出されている。1964年9月22日、北京にて病没。享年75。

## 注
1. ↑  黄・王（1980）、99頁。
2. 1 2 3 4 5 6 7  徐主編（2007）、34頁。
3. ↑  劉国銘主編（2005）、21頁。
4. 1 2  “于学忠：毛澤東和蒋介石競相青睞的抗日名将” (中国語). 鳳凰网. (2009年12月11日).  オリジナルの2013年7月7日時点におけるアーカイブ。 2020年12月3日閲覧。
5. 1 2  張学継 (2011). 張作霖幕府与幕僚. 浙江文芸出版社. p. 39
6. 1 2  “于学忠” (中国語).   西安事変数据庫. 2020年12月3日閲覧。
7. ↑  “河南省志・人物志（傳記上）第二章　軍事” (中国語).   河南省情网_河南省地方史志办公室. 2017年8月11日時点のオリジナルよりアーカイブ。2020年4月29日閲覧。
8. ↑  “2月8日 安国軍総司令張作霖宣言進兵河南，直系発生分裂” (中国語).   中国知网. 2020年4月29日閲覧。
9. ↑  “1927年” (中国語).   河南省情网_河南省地方史志办公室. 2017年8月11日時点のオリジナルよりアーカイブ。2020年4月29日閲覧。
10. ↑  黄・王（1980）、99-100頁。
11. ↑  劉国銘主編（2005）、21-22頁。
12. ↑  黄・王（1980）、100頁。
13. 1 2 3 4 5  劉国銘主編（2005）、22頁。
14. ↑  遼寧人民出版社、孫成徳主編 (2009). 奉天紀事. 遼寧人民出版社. p. 254. ISBN 9787205067335
15. ↑  “就馬廷福事件致東北四省首脳電” (中国語).   西安事変数拠庫. 2020年12月3日閲覧。
16. ↑  黄・王（1980）、100-101頁。
17. ↑  黄・王（1980）、101-102頁。
18. ↑  黄・王（1980）、102-103頁。
19. ↑  黄・王（1980）、103-104頁。
20. ↑  黄・王（1980）、104頁。